# Congesta

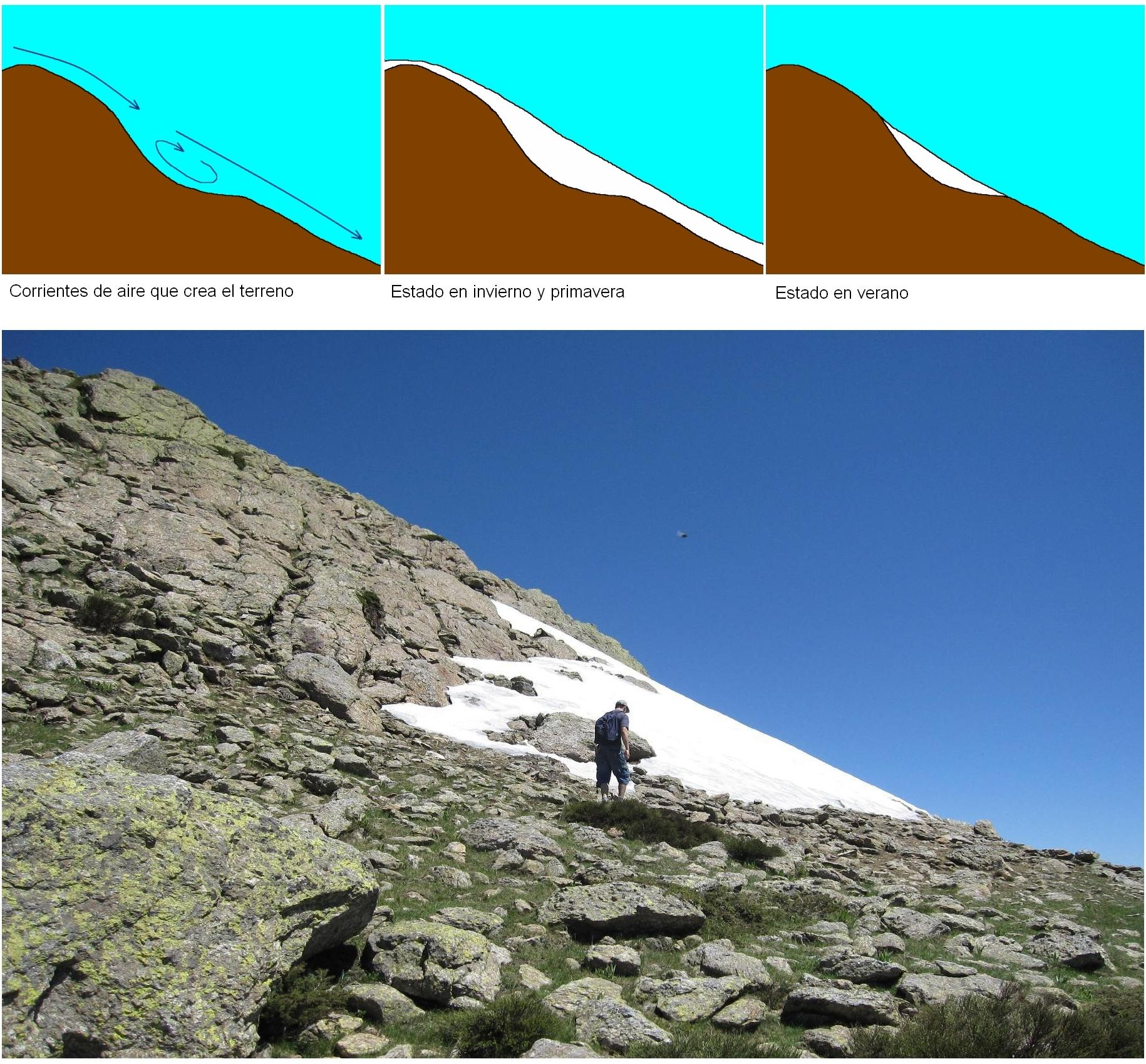
Esquemes de la formació d'una congesta a la Serra de Guadarrama (Espanya).

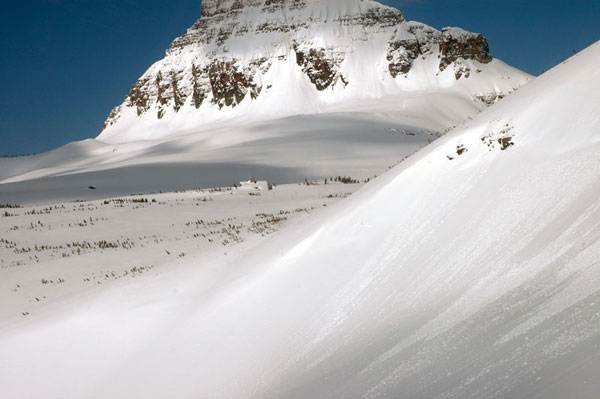
Vista del Big Drift, a primer pla, una congesta de 30 metres de gruix al Parc Nacional de Glacier als Estats Units.

Una congesta és una zona en la muntanya, per exemple en una clotada, on s'acumulen grans masses de neu · . Etimològicament prové del verb llatí congero que significa «acumular.
Aquestes zones queden protegides, de manera que el vent hi forma remolins que atrauen la neu. En les congestes, durant les tempestes de neu s'hi acumula neu amb gruixos molt grans.
Poden arribar a recobrir certs obstacles i esdevenir perillosos pel seu pes o per les traves a la circulació i altres activitats humanes.

## Formació
La formació de congestes depèn no solament de la neu al sòl, d'aquella que cau i la portada pel vent, sinó també de la temperatura i dels tipus dels flocs de neu. En efecte, una neu molt densa o molt compactada serà molt difícil de separar i aixecar. Amb temperatures molt fredes, el vent aixeca la capa superficial per formar congestes durant un cert temps, però la compactació pot donar una crosta superficial encara més difícil d'erosionar. Quan la temperatura és a prop del punt de fusió els flocs de neu absorbeixen més vapor d'aigua de l'aire circumdant cosa que augmenta la seva massa i la seva resistència al vent. Quan la temperatura arriba o supera 0 °C la neu es fon parcialment cosa que fa augmentar la seva densitat i augmenta la seva cohesió fent impossible el seu aixecament.